# Wikiversity
Wikiversity là một dự án của Wikimedia Foundation cung cấp các học liệu trực tuyến và các bài giảng cho mọi người với giấy phép tự do. Tuy nhiên, Wikiversity không phải là một bách khoa toàn thư như Wikipedia.
Một thành tố của Wikiversity là một tập hợp các '''WikiJournal xuất bản các bài báo được bình duyệt ở định dạng ổn định, được lập chỉ mục và có thể trích dẫn tương đương với các tạp chí học thuật. Những bài báo này có thể được sao chép sang Wikipedia và đôi khi dựa trên các bài viết trên Wikipedia.
Tính đến tháng 11 năm 2024, có các trang Wikiversity hoạt động cho 17 ngôn ngữ bao gồm tổng cộng 157.698 bài viết và 831 biên tập viên hoạt động gần đây. 